# جاش اندروز (بازیکن فوتبال)
جاش اندروز (انگلیسی: Josh Andrews؛ زادهٔ ۱۶ اکتبر ۲۰۰۱) بازیکن فوتبال است.